# 侯凤连
侯鳳連（1980年7月11日—），天津人，中國著名棒球运动员。

## 个人经历
- 1991年，侯凤连进入天津市西青区體校，并開始練習棒球運動。
- 1996年，侯凤连入选天津市棒球隊。
- 2000年，侯凤连入选中國國家棒球隊。
- 2002年，侯凤连接连参加第一屆世界大學棒球錦標賽和2002年亚洲运动会棒球比賽。
- 2003年，侯凤连参加2003年亞洲棒球錦標賽。
- 2005年，侯凤连参加2005年亞洲職棒大賽。
- 2006年，侯凤连擔任天津雄獅隊隊長，并接连参加2006年亞洲職棒大賽和2006年亞洲運動會棒球比賽。
- 2007年，侯凤连擔任天津雄獅隊隊長，并参加2007年亞洲職棒大賽。
- 2008年，侯凤连擔任天津雄獅隊隊長，并接连参加2008年夏季奧林匹克運動會棒球比賽和2008年亞洲職棒大賽。
- 2009年，侯凤连接连参加2009年世界棒球經典賽和2009年亞洲棒球錦標賽。

## 个人荣誉
- 2002年，侯凤连荣获中國棒球聯賽年度最有價值球員。
- 2002年，侯凤连荣获中國棒球聯賽安打王。
- 2003年，侯凤连荣获中國棒球聯賽盜壘王。
- 2008年8月15日，侯凤连在2008年夏季奧林匹克運動會棒球比賽中對中華台北棒球代表隊擊出勝利打點。